# 阿德里安·齐奥尔科
阿德里安·齐奥尔科（波蘭語：Adrian Dziółko，1990年2月22日—），波蘭男子羽毛球運動員。

## 簡歷
阿德里安·齐奥尔科最初在出生地凯尔采的俱樂部「AZS凯尔采」開始打羽毛球，目前則效力「UKS胡巴爾比亞韋斯托克」俱樂部。2010年，波蘭國家羽毛球隊贏得歐洲男子羽毛球團體錦標賽亞軍，齐奥尔科為奪標成員之一。
2012年12月，齐奥尔科出戰土耳其國際賽，贏得男子單打亞軍。2013年7月，他在立陶宛公開賽，贏得個人首個國際賽事的男子單打冠軍。
2015年8月，齐奥尔科參加印尼雅加達舉行的世界羽毛球錦標賽，出戰男子單打項目。他在首圈以2-1反勝俄羅斯選手弗拉基米尔·马尔科夫晉級，但在第二圈就以0比2（13-21、15-21）不敵7號種子、丹麥的维克托·阿萨尔森出局。

## 主要比賽成績
只列出曾進入準決賽的國際賽事成績：
| 年份   | 賽事                     | 公開賽級別 | 項目     | 拍檔            | 成績   |
| ------ | ------------------------ | ---------- | -------- | --------------- | ------ |
| 2010年 | 歐洲男子羽毛球團體錦標賽 | 其他       | 男子團體 | －              | 亞軍   |
| 2012年 | 土耳其羽毛球國際賽       | 國際系列賽 | 男子單打 | －              | 亞軍   |
| 2013年 | 立陶宛羽毛球公開賽       | 未來系列賽 | 男子單打 | －              | 冠軍   |
| 2014年 | 愛沙尼亞羽毛球國際賽     | 國際系列賽 | 男子單打 | －              | 準決賽 |
| 2014年 | 羅馬尼亞羽毛球國際賽     | 國際系列賽 | 男子單打 | －              | 亞軍   |
| 2014年 | 波蘭羽毛球公開賽         | 國際挑戰賽 | 男子單打 | －              | 準決賽 |
| 2015年 | 拉各斯羽毛球國際挑戰賽   | 國際挑戰賽 | 男子單打 | －              | 亞軍   |
| 2015年 | 布拉格羽毛球公開賽       | 國際挑戰賽 | 男子單打 | －              | 準決賽 |
| 2015年 | 威爾斯羽毛球國際賽       | 國際挑戰賽 | 男子單打 | －              | 亞軍   |
| 2016年 | 巴西羽毛球國際賽         | 國際系列賽 | 男子單打 | －              | 亞軍   |
| 2017年 | 以色列夏瑣羽毛球國際賽   | 未來系列賽 | 男子單打 | －              | 準決賽 |
| 2017年 | 愛爾蘭羽毛球公開賽       | 國際系列賽 | 男子單打 | －              | 準決賽 |
| 2018年 | 斯洛伐克羽毛球公開賽     | 未來系列賽 | 男子單打 | －              | 亞軍   |
| 2018年 | 荷蘭羽毛球國際賽         | 國際系列賽 | 男子單打 | －              | 亞軍   |
| 2018年 | 希臘羽毛球公開賽         | 國際系列賽 | 男子單打 | －              | 冠軍   |
| 2018年 | 希臘羽毛球公開賽         | 國際系列賽 | 男子雙打 | 麦克·罗加尔斯基 | 亞軍   |
| 2019年 | 斯洛伐克羽毛球公開賽     | 未來系列賽 | 男子單打 | －              | 準決賽 |

| 2007-2017年 | 首要超級賽 | 超級賽 | 黃金大獎賽 | 大獎賽 | 國際挑戰賽 | 國際系列賽 | 未來系列賽 | 其他 |

| 2018-2026年 | 總決賽 | 超級1000賽 | 超級750賽 | 超級500賽 | 超級300賽 | 超級100賽 | 國際挑戰賽 | 國際系列賽 | 未來系列賽 | 其他 |

### 奧運會和世錦賽參賽紀錄
|          | 2015 | 2016       | 2017 | 2018 |
| -------- | ---- | ---------- | ---- | ---- |
| 男子單打 | 32強 | 小組第三名 | －   | 64強 |